# Vigipirate
Vigipirate és el sistema nacional d'alerta a França, creat el 1978 pel president Valéry Giscard d'Estaing. Des de llavors ha estat actualitzat tres vegades: el 1995 (amb la campanya terrorista islàmica), el 2000, i el 2003. Vigipirate és un acrònim de "vigilance et protection des installations contre les risques d'attentats terroriste à l'explosif" (vigilança i protecció d'instal·lacions contra el risc d'atac terrorista amb explosius). El sistema es defineix en cinc nivells o amenaces representades per colors: blanc, groc, taronja, vermell i escarlata (o carmesí). El sistema implica mesures de seguretat específiques, incloent-hi l'increment de policia militar al metro, estacions de trens i altres localitzacions vulnerables.

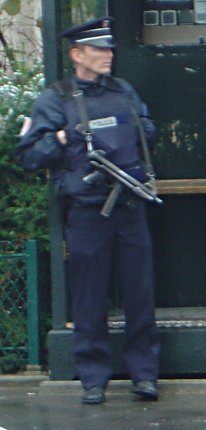
Un policia armat amb un subfusell, vigilant una estació de policia a París.

## Nivells d'Alerta
| Nivell d'alerta | Color     | Significat |
| --------------- | --------- | --- |
| 0               | Blanc     | Sense perill. |
| 1               | Groc      | Incrementa els nivells de seguretat per enfrontar perills incerts però alhora versemblants, a través de mesures que són locals i mínimament perjudicials per l'activitat normal. |
| 2               | Taronja   | Pren mesures contra riscos plausibles d'activitats terroristes, incloent-hi l'ús de mitjans que són moderadament perjudicials per a les activitats públiques normals. |
| 3               | Vermell   | Pren mesures contra un risc probable de dues o més activitats terroristes. Inclou mesures per protegir institucions públiques i per posar en un lloc apropiat els mitjans de rescat i de resposta, autoritzant que hi hagi un nivell significatiu d'alteració de l'activitat econòmica i social. |
| 4               | Escarlata | Implica risc d'atacs a gran escala, ja siguin simultanis, usant nivells no convencionals i causant una gran devastació. Es preparen mitjans apropiats de rescat i de resposta a l'enemic, les mesures aquí són altament perjudicials per la societat civil.                                      |